# Proctoporus
Proctoporus — рід ящірок родини гімнофтальмових (Gymnophthalmidae). Представники цього роду мешкають в Південній Америці.

## Опис
Proctoporus — це невеликі ящірки, середня довжина яких (без врахування хвоста) варіюється від 2,7 до 7,8 см. Більшість з них мешкають в Перу і Болівії, де зустрічаються у вологих лісах Юнги та на високогірних луках Анд. Деякі види також мешкають у Венесуелі та Аргентині.

## Види
Рід Proctoporus нараховує 20 видів:
- Proctoporus bolivianus F. Werner, 1910
- Proctoporus carabaya Goicoechea, Padial, Chaparro, Castroviejo-Fisher & De la Riva, 2013
- Proctoporus chasqui (Chávez, Siu-Ting, Duran & Venegas, 2011)
- Proctoporus guentheri (Boettger, 1891)
- Proctoporus iridescens Goicoechea, Padial, Chaparro, Castroviejo-Fisher & De la Riva, 2013
- Proctoporus katerynae Mamani, Cruz, Mallqui, & Catenazzi, 2022
- Proctoporus kiziriani Goicoechea, Padial, Chaparro, Castroviejo-Fisher & De la Riva, 2013
- Proctoporus lacertus (Stejneger, 1913)
- Proctoporus laudahnae G. Köhler & Lehr, 2004
- Proctoporus machupicchu Mamani, Goicoechea & Chaparro, 2015
- Proctoporus optimus Mamani, Cruz, Mallqui, & Catenazzi, 2022
- Proctoporus oreades (Chávez, Siu-Ting, Duran & Venegas, 2011)
- Proctoporus otishi Mamani & Rodriguez, 2022
- Proctoporus pachyurus Tschudi, 1845
- Proctoporus rahmi (De Grijs, 1936)
- Proctoporus spinalis (Boulenger, 1911)
- Proctoporus sucullucu Doan & Castoe, 2003
- Proctoporus titans Lehr, Cusi, Fernandez, Vera & Catenazzi, 2023
- Proctoporus unsaacae Doan & Castoe, 2003
- Proctoporus xestus (Uzzell, 1969)

## Етимологія
Наукова назва роду Proctoporus походить від сполучення слів дав.-гр. πρωκτος — анус і πωρος — затвердіння, мозоль.